# Omne solum forti patria est
La locuzione latina Omne solum forti patria est, tradotta letteralmente, significa ogni terra è patria del forte. (Ovidio, Fasti Libro 1 v. 493)
L'uomo di saldi principi non teme nulla qualunque sia il paese in cui, costretto dagli eventi, si trova ad abitare: esattamente come i pesci si trovano a loro agio nel mare e gli uccelli nell'immensità dei cieli (aut piscibus aequor, ut volucri vacuo quicquid in orbe patet).